# Dominique Fabre (Schriftsteller, 1929)
Dominique Fabre (* 30. Juni 1929; † 20. Dezember 2010) war ein Schweizer Schriftsteller und Drehbuchautor. 

## Auszeichnungen
- 1968: Grand prix de littérature policière für den Roman Un beau monstre.

## Filmografie
- 1957: Kavaliere (Charmants garçons)
- 1971: Der letzte Tanz des blonden Teufels (Un beau monstre)
- 1974: Die abgetrennte Hand (La main a couper)
- 1977: Ein irrer Typ (L’Animal)
- 1978: Das gefährliche Spiel von Ehrgeiz und Liebe (La part du feu)